# Personalitatea autoritară
Personalitatea autoritară (în engleză The Authoritarian Personality) este un studiu sociologic elaborat în timpul și imediat după terminarea celui de-Al Doilea Război Mondial de un grup de cercetători evrei refugiați din Germania interbelică: Theodor W. Adorno, Else Frenkel-Brunswik, Daniel Levinson și Nevitt Sanford. Toți patru erau cercetători la Universitatea Berkeley din California.
Personalitatea autoritară „a inventat un set de criterii prin care să definească trăsăturile de personalitate și a clasificat aceste trăsături și intensitatea lor la orice persoană pe o așa-numită «scară F» (F de la «fasciști»)”. Tipul de personalitate identificat de Adorno și colaboratorii săi sunt definite de nouă trăsături despre care se crede că se formează în urma experiențelor din copilărie. Aceste trăsături includ convenționalismul, supunerea autoritară, agresiunea autoritară, anti-intelectualismul, anti-intracepția, superstiția și stereotipia, puterea și „duritatea”, distructivitatea și cinismul, proiectivitatea și neliniști exagerate în ce privește sexul.
Deși criticată puternic pentru tendențiozitatea și metodologia folosită, cartea a fost extrem de influentă în științele sociale americane, în special în primul deceniu după publicarea sa: „Niciun alt volum publicat de la război încoace în domeniul psihologiei sociale nu a avut un impact mai mare asupra direcției activității empirice actuale care se desfășoară în prezent în universități”.

## Context instituțional
Impulsul pentru scrierea acestui studiu a fost Holocaustul, tentativa de extincție genocidă a evreilor europeni de către Partidul Național Socialist al lui Adolf Hitler. Adorno fusese membru al „Școlii de la Frankfurt”, un grup de filozofi și teoreticieni marxiăti care au fost nevoiți să fugă din Germania după ce Hitler a închis Institutul de Cercetări Sociale. Adorno și colaboratorii săi erau astfel motivați de dorința a identifica și măsura factorii despre care se presupunea că contribuie la trăsăturile antisemite și fasciste. Cartea a făcut parte dintr-o serie „Studii despre prejudecată” sponsorizată de Departamentul de cercetare științifică al Comitetului Evreiesc American. 